# Энергетический поворот

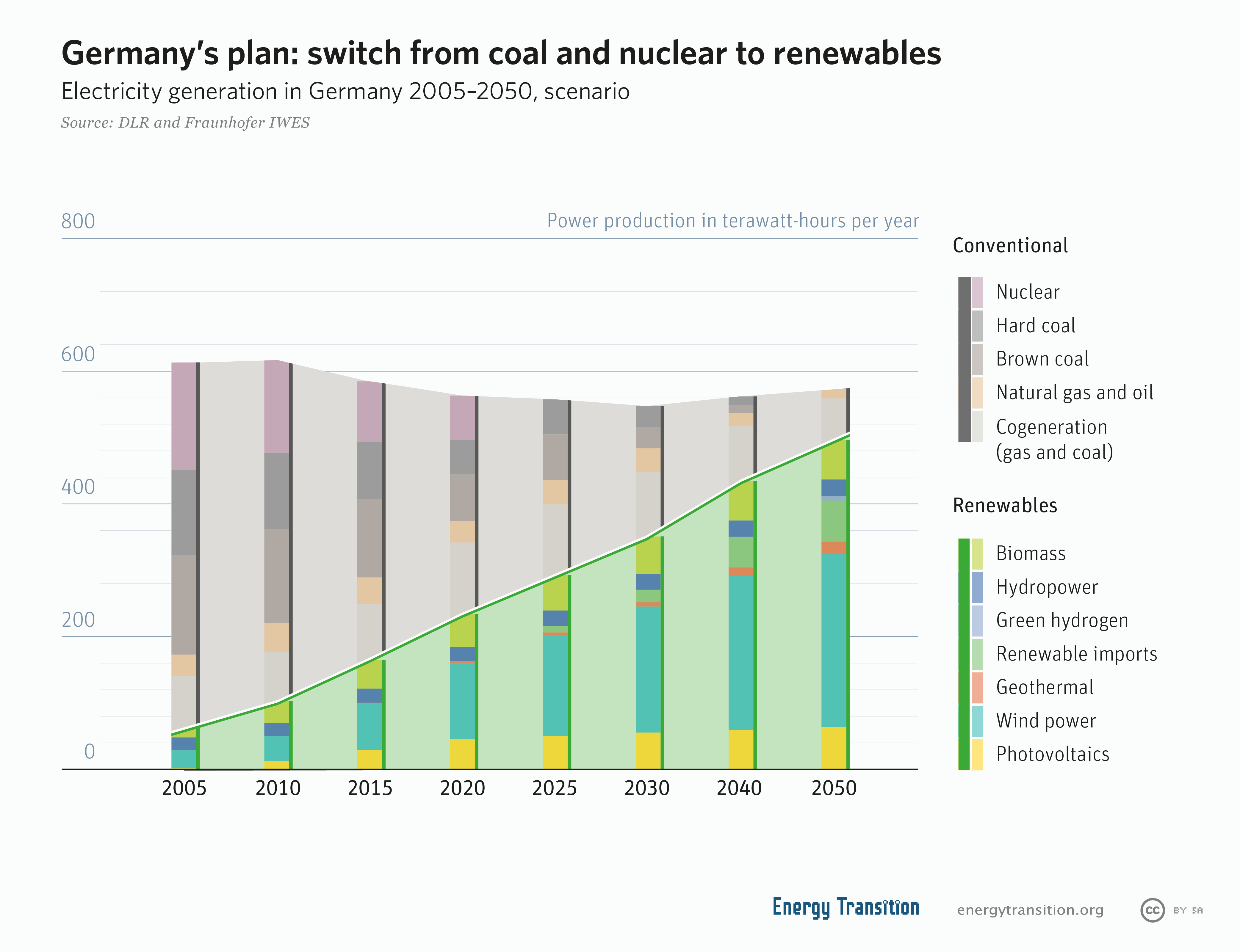

Под концепцией энергети́ческого поворо́та (от нем. Energiewende) понимается взятый правительством Германии курс на постепенный отказ от использования ископаемого углеводородного топлива и ядерной энергетики и почти полный переход на её возобновляемые (альтернативные) источники. 
В рамках данной концепции к 2020 году планировалось увеличить долю электроэнергии, получаемую из альтернативных источников, до 35 %, а к 2030, 2040 и 2050 — до 50, 65 и 80% соответственно. 
По данным на начало 2019 года, на долю «чистой» энергетики уже приходится более 40 % вырабатываемой электроэнергии, основная часть которой производится в солнечной и ветряной энергетике, что показывает даже более активное развитие этой отрасли, чем было запланировано.

### Происхождение термина
Термин «энергетический поворот» впервые был использован в 1980 году в публикации Экологического института (Института прикладной экологии) Германии под названием «Энергетический поворот. Рост и благосостояние без нефти и урана» («Energie-Wende. Wachstum und Wohlstand ohne Erdöl und Uran»). В данной работе доказывалась возможность экономического роста и устойчивого энергоснабжения без использования атомной энергии – за счёт возобновляемой энергетики и энергоэффективности.
По словам директора мозгового центра «Agora» в Берлине доктора Патрика Грайхена «Энергетическим поворотом мы называем перестройку германского энергообеспечения, отказ от нефти, угля, газа и атома и переход к возобновляемым источникам энергии».

### История
В формировании концепции «Энергетического поворота» в Германии можно выделить следующие основные вехи:
1983 г.   – партия «зеленых» впервые входит в состав бундестага, получая возможность влиять на формирование энергетического курса.
1991 г.   - в силу вступает закон «О подаче тока в электросети» (правительство Г. Коля), в котором впервые прописывались обязательства крупных электрических компаний по получению электроэнергии из возобновляемых источников (энергия воды, энергия ветра, солнечная энергия, свалочный газ, очищенный газ или биомасса) и реализации по установленным тарифам. Это значительно облегчает подключение «зеленого электричества».
2000 г.  – вступление в силу закона «О возобновляемых источниках энергии» (Erneuerbare-Energien-Gesetz). В рамках «Атомного консенсуса» Федеральное правительство договаривается с четырьмя компаниями, осуществляющими эксплуатацию германских АЭС, об их отключении от сети после производства определенного количества электроэнергии. Одновременно регламентируется механизм поддержки возобновляемой энергетики путём предоставления льготных тарифов компаниям в течение 20 лет. C 2000 г. EEG получил четыре «больших» поправки  (EEG 2004, EEG 2009, EEG 2012, 2014).
2010 - Федеральное правительство впервые принимает масштабную энергетическую концепцию. В ней проговариваются важнейшие стратегические цели и мероприятия германской энергетической и климатической политики и тем самым создаются условия для основополагающего переустройства энергообеспечения в Германии до 2050 г.
2011 - после  катастрофы на реакторе в Фукусиме Федеральное правительство принимает решение об ускоренном выходе из атомной энергетики, а именно прекращение работы всех АЭС в Германии к 2022 г. и обеспечении экологического и надежного энергообеспечения .

### Основные цели реализации «энергетического поворота»
- борьба с изменением климата;
- снижение зависимости от импорта энергоносителей;
- стимулирование развития технологических инноваций и «зелёной экономики»;
- уменьшение рисков использования атомной энергии;
- борьба с монополиями в энергетическом секторе.

Бывший министр экономики и энергетики ФРГ Зигмар Габриэль так объяснял необходимость развития сектора возобновляемой энергетики в Германии:
«Во-первых, как промышленно развитая страна, мы хотим выйти из атомной энергетики и увеличить долю возобновляемых источников энергии. Во-вторых, мы хотим сократить зависимость от международного импорта нефти и газа. В-третьих, энергетический поворот находится в согласии с политикой по защите климата. В-четвертых, он ведет к развитию новых технологией и потому связан с инновационными отраслями экономики и созданием новых рабочих мест. Ну и наконец, Германия стремится стать образцом для других стран и показать, что устойчивая энергетическая политика может быть успешной и в экономическом смысле».

### Результаты
Хотя наибольший прогресс в реализации «энергетического поворота» был достигнут в электроэнергетике, первоначально программа предполагала кардинальные изменения в трех сферах: электричество, тепло, транспорт.
Однако в деле перевода теплоснабжения на возобновляемые источники больших успехов достичь не удалось, даже при замене угля на куда более экологичный природный газ. В транспортной сфере несколько ускорилось внедрение газовых автомобилей. Также в рамках правительственной программы «Elektromobilität» была поставлена цель довести количество электромобилей в Германии до 1 млн к 2020 году, однако большинство экспертов признают недостижимость данной цели.
В целом же, разработанная и впервые опробованная в Германии сбалансированная, долгосрочная система зеленых тарифов вывела Германию в мировые лидеры по объему инвестиций в возобновляемые источники энергии и количеству установок, работающих на энергии ветра, солнца или биотопливе.

### Отношение к концепции «энергетического поворота»
Многочисленные опросы общественного мнения показывают, что большинство жителей Германии по-прежнему поддерживает идею "энергетического поворота", однако с растущим беспокойством реагирует на ускоряющееся удорожание электроэнергии. Поэтому от будущего правительства ждут не отказа от выбранного курса, но его более или менее существенной корректировки.
В России немецкие планы в сфере альтернативной энергетики воспринимаются хоть и с интересом, но, скорее, скептически. Переход на возобновляемые источники энергии рассматривается как очень отдаленная перспектива, а новая немецкая энергетическая доктрина - как "любопытный эксперимент". Некоторые российские эксперты объясняют "Energiewende" бедностью Германии на углеводородное сырье и наличием "лишних" денег в бюджете на субсидии предприятиям альтернативной энергетики.
Тем не менее, к  настоящему времени развитие возобновляемой энергетики стало тенденцией во многих странах, как развитых, так и странах с развивающейся экономикой. Первые расширяют долю «зелёной энергетики» в целях сокращения выбросов парниковых газов и уменьшения зависимости от поставщиков энергоносителей; вторые стремятся удовлетворить растущий спрос на энергию в связи с ускорением темпов экономического развития.
Переход стран к развитию сектора альтернативной энергетики поддерживается на международном уровне в рамках ряда институтов. В целях содействия использованию всех форм возобновляемых источников энергии в 2010 году было основано Международное агентство по возобновляемым источникам энергии (IRENA).